# Palinurus (gènere)
|  | No s'ha de confondre amb Panulirus. |

Palinurus és un gènere de la família dels palinúrids, crustacis decàpodes que inclou les llagostes més populars a casa nostra, com ara la llagosta comuna.

## Taxonomia
El gènere Palinurus inclou sis espècies:
- Palinurus barbarae (Groeneveld, Griffiths & van Dalsen, 2006)
- Palinurus charlestoni Forest and Postel, 1964, llagosta del Cap Verd
- Palinurus delagoae Barnard, 1926, llagosta de Natal
- Palinurus elephas, (Fabricius, 1787), llagosta comú o llagosta del Mediterrani
- Palinurus gilchristi Stebbing, 1900, llagosta del sud
- Palinurus mauritanicus Gruvel, 1911, llagosta rosada o llagosta de Mauritània